# Bernartice (Kolinec)
Bernartice (německy Bernartitz) jsou malá vesnice, část městyse Kolinec v okrese Klatovy v Plzeňském kraji. Nachází se pět kilometrů severozápadně od Kolince. Bernartice leží v katastrálním území Bernartice u Boříkov o rozloze 0,96 km².

## Historie
První písemná zmínka o vesnici pochází z roku 1577.

## Obyvatelstvo
| Rok            | 1869 | 1880 | 1890 | 1900 | 1910 | 1921 | 1930 | 1950 | 1961 | 1970 | 1980 | 1991 | 2001 | 2011 | 2021 |
| -------------- | ---- | ---- | ---- | ---- | ---- | ---- | ---- | ---- | ---- | ---- | ---- | ---- | ---- | ---- | ---- |
| Počet obyvatel | 199  | 205  | 195  | 166  | 188  | 188  | 162  | 77   | 73   | 52   | 32   | 17   | 17   | 25   | 19   |
| Počet domů     | 29   | 32   | 32   | 30   | 30   | 31   | 28   | 22   | 22   | 17   | 12   | 19   | 19   | 24   | 22   |

## Obecní správa
Při sčítání lidu v letech 1850–1976 Bernartice byly osadou obce Boříkovy v okrese Klatovy. Od 30. dubna 1976 jsou částí městyse Kolinec v okrese Klatovy.

## Pamětihodnosti
- Křížek na severu
- Historická hasičská zbrojnice

## Další fotografie

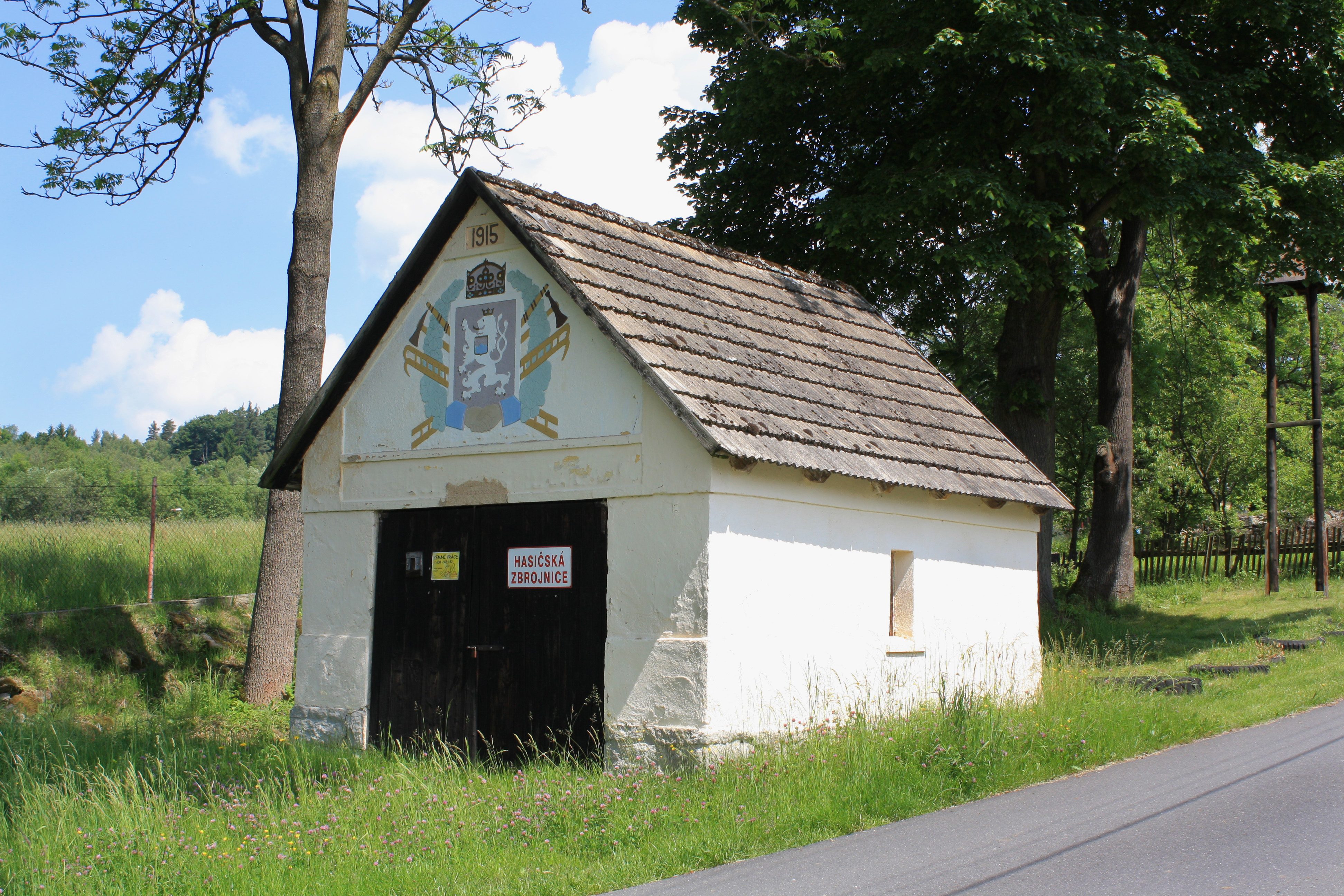
Hasičská zbrojnice
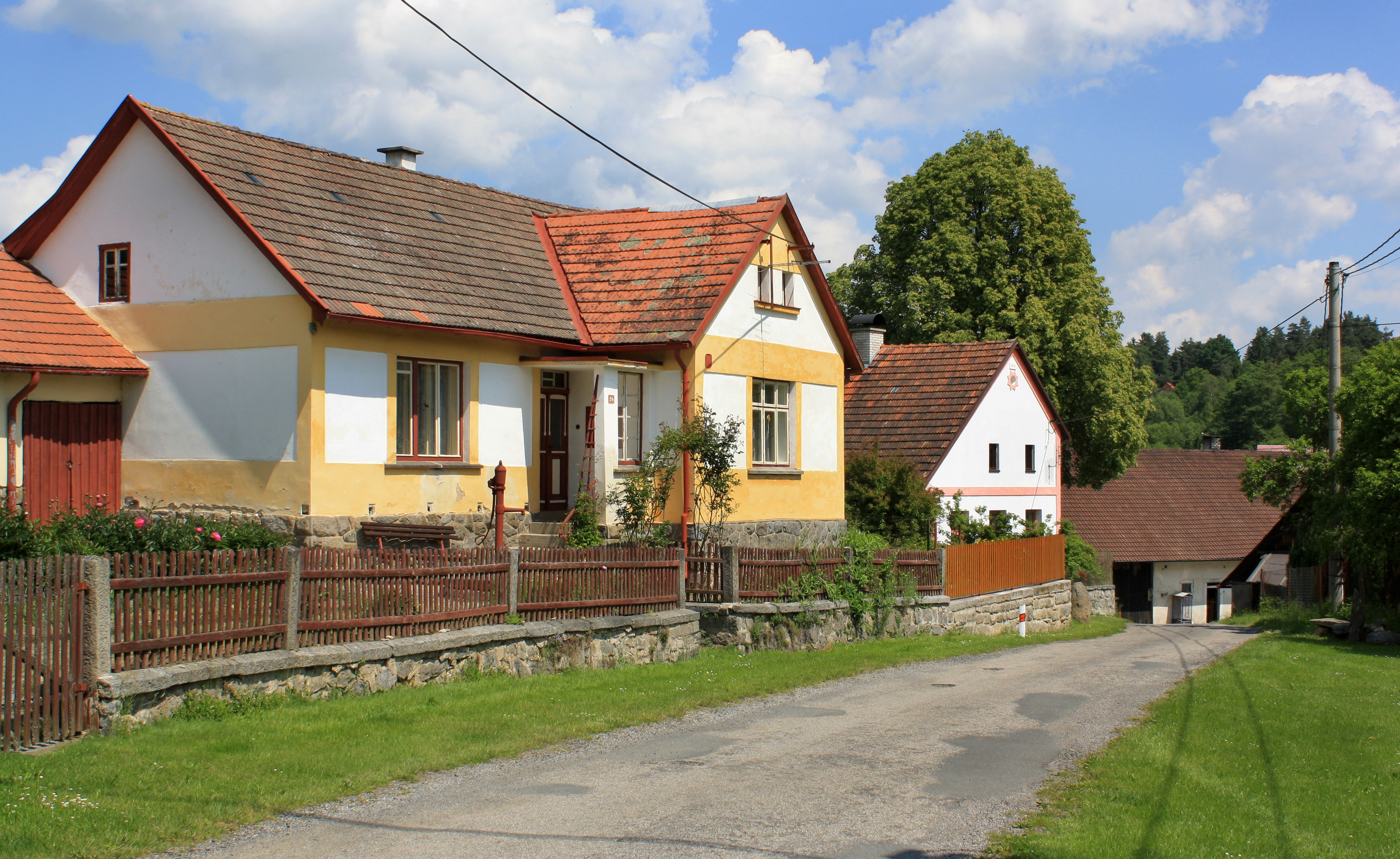
Jižní část vsi
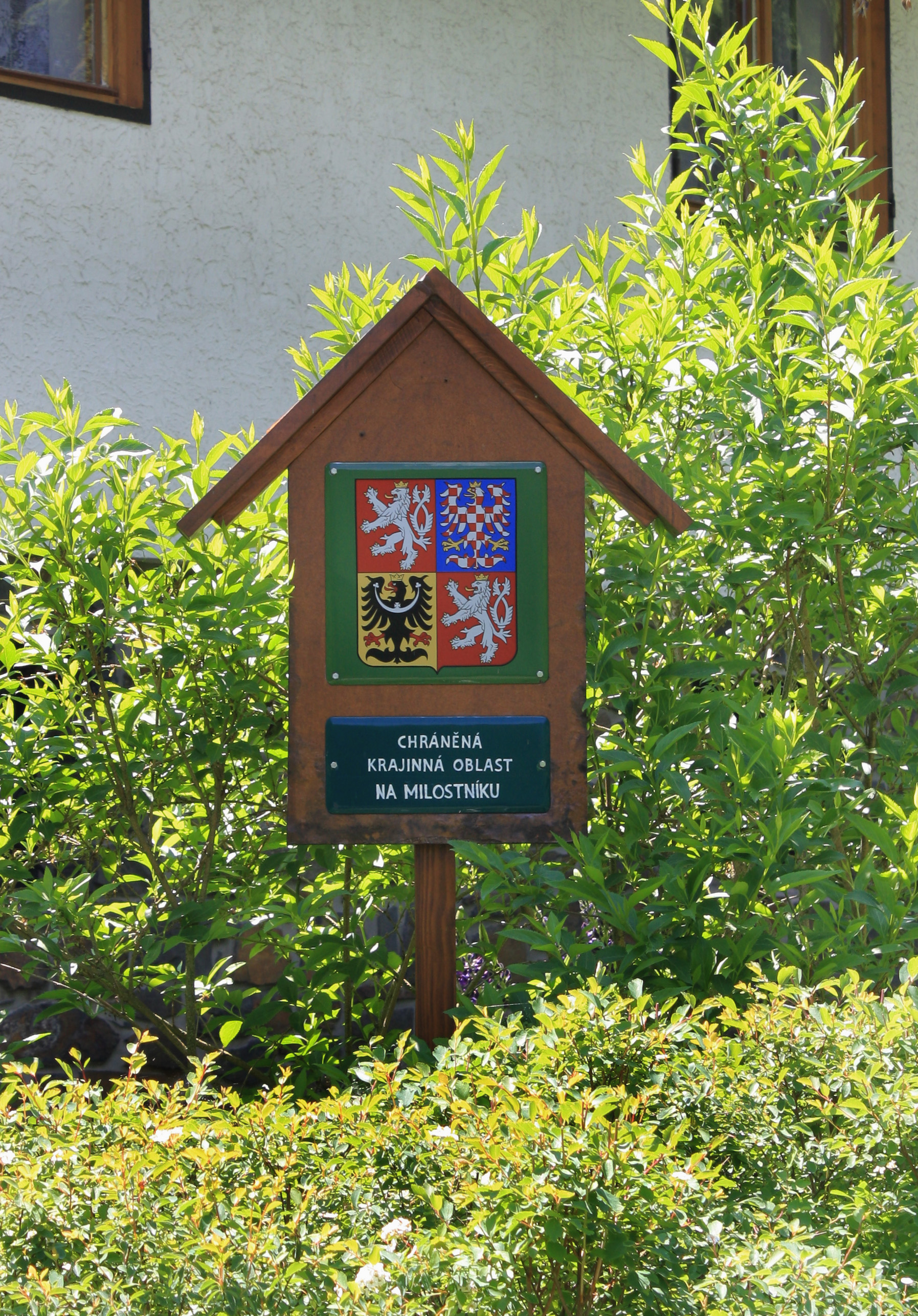
Fiktivní označení neexistující chráněné oblasti